# La Voz
La Voz é um talent show espanhol que estreou no dia 19 de setembro de 2012. O programa é baseado no formato original holandês The Voice of Holland, criado pelo produtor televisivo John de Mol.

## Mentores
| Mentores         | Mentores         | Edições | Edições | Edições | Edições | Edições | Edições | Edições | Edições | Edições | Edições | Edições |
| Mentores         | Mentores         | 1       | 2       | 3       | 4       | 5       | 6       | 7       | 8       | 9       | 10      | 11      |
| ---------------- | ---------------- | ------- | ------- | ------- | ------- | ------- | ------- | ------- | ------- | ------- | ------- | ------- |
|                  | Malú             |         |         |         |         |         |         |         |         |         |         |         |
|                  | David Bisbal     |         |         |         |         |         |         |         |         |         |         |         |
|                  | Rosario Flores   |         |         |         |         |         |         |         |         |         |         |         |
|                  | Melendi          |         |         |         |         |         |         |         |         |         |         |         |
|                  | Antonio Orozco   |         |         |         |         |         |         |         |         |         |         |         |
|                  | Alejandro Sanz   |         |         |         |         |         |         |         |         |         |         |         |
|                  | Laura Pausini    |         |         |         |         |         |         |         |         |         |         |         |
|                  | Manuel Carrasco  |         |         |         |         |         |         |         |         |         |         |         |
|                  | Pablo López      |         |         |         |         |         |         |         |         |         |         |         |
|                  | Juanes           |         |         |         |         |         |         |         |         |         |         |         |
|                  | Paulina Rubio    |         |         |         |         |         |         |         |         |         |         |         |
|                  | Luis Fonsi       |         |         |         |         |         |         |         |         |         |         |         |
| Miriam Rodríguez | Miriam Rodríguez |         |         |         |         |         |         | 1       | 1       |         | 1       |         |
|                  | Pablo Alborán    |         |         |         |         |         |         |         |         |         |         |         |

## Sumário de edições
Legenda
| Equipa David Equipa Malú Equipa Melendi Equipa Rosario Equipa Antonio | Equipa Alejandro Equipa Laura Equipa Manuel Equipa Juanes | Equipa Pablo Equipa Luis Equipa Paulina Equipa Alborán |

| Edição | Início       | Final        | La Voz           | 2.º Lugar          | Outros finalistas   | Outros finalistas | Coach vencedor/a | Apresentação  | Mentores  | Mentores | Mentores  | Mentores | Mentores |
| Edição | Início       | Final        | La Voz           | 2.º Lugar          | Outros finalistas   | Outros finalistas | Coach vencedor/a | Apresentação  | 1         | 2        | 3         | 4        |          |
| ------ | ------------ | ------------ | ---------------- | ------------------ | ------------------- | ----------------- | ---------------- | ------------- | --------- | -------- | --------- | -------- | -------- |
| 1      | 19 set. 2012 | 19 dez. 2012 | Rafa Blas        | Jorge González     | Maika Barbero       | Pau Piqué         | David Bisbal     | Jesús Vázquez | David     | Rosario  | Malú      | Melendi  |          |
| 2      | 16 set. 2013 | 19 dez. 2013 | David Barrull    | Dina Arriaza       | Jaume Mas           | Estela Amaya      | Malú             | Jesús Vázquez | David     | Rosario  | Malú      | Antonio  |          |
| 3      | 23 mar. 2015 | 25 jun. 2015 | Antonio José     | Marcos Martins     | Maverick López      | Joaquín Garli     | Antonio Orozco   | Jesús Vázquez | Alejandro | Laura    | Malú      | Antonio  |          |
| 4      | 21 set. 2016 | 21 dez. 2016 | Irene Caruncho   | Carlos Torres      | Mario Jiménez       | Thais Rudiño      | Malú             | Jesús Vázquez | Alejandro | Manuel   | Malú      | Melendi  |          |
| 5      | 22 set. 2017 | 22 dez. 2017 | Alba Gil Santana | Gabrielle Dellolio | Samuel Cuenda       | Pedro Hernández   | Manuel Carrasco  | Jesús Vázquez | Juanes    | Manuel   | Malú      | Pablo    |          |
| 6      | 7 jan. 2019  | 10 abr. 2019 | Andrés Martín    | María Espinosa     | Javi Moya           | Ángel Cortés      | Pablo López      | Eva González  | Pablo     | Paulina  | Fonsi     | Antonio  |          |
| 7      | 11 set. 2020 | 4 dez 2020   | Kelly            | Johanna Polvillo   | Paula Espinosa      | Curricé           | Laura Pausini    | Eva González  | Alejandro | Pablo    | Laura     | Antonio  |          |
| 8      | 17 set. 2021 | 18 dez 2021  | Inés Manzano     | Julio Benavente    | Carlos Ángel Valdés | Karina Pasian     | Pablo Alborán    | Eva González  | Alborán   | Malú     | Alejandro | Fonsi    |          |
| 9      | 23 set. 2022 | 16 dez 2022  | Javier Crespo    | Génesis de Jesús   | Sergio del Boccio   | Ana González      | Antonio Orozco   | Eva González  | Fonsi     | Pablo    | Laura     | Antonio  |          |
| 10     | 15 set. 2023 | 15 dez 2023  | Elsa Tortonda    | Miguel Carrasco    | Nereida Sanchón     | Pablo Verdeguer   | Luis Fonsi       | Eva González  | Fonsi     | Pablo    | Malú      | Antonio  |          |
| 11     | 13 set. 2024 | 20 dez 2024  | Manuel Ayra      | Lola Eme           | Alan Brizuela       | Gara Alemán       | Antonio Orozco   | Eva González  | Fonsi     | Pablo    | Malú      | Antonio  |          |

## La Voz Kids
| Edição | Início        | Final        | La Voz          | 2.º Lugar           | 3.º Lugar            | 4.º Lugar              | Coach vencedor/a | Apresentação  | Mentores | Mentores | Mentores | Mentores              | Mentores |
| Edição | Início        | Final        | La Voz          | 2.º Lugar           | 3.º Lugar            | 4.º Lugar              | Coach vencedor/a | Apresentação  | 1        | 2        | 3        | 4                     |          |
| ------ | ------------- | ------------ | --------------- | ------------------- | -------------------- | ---------------------- | ---------------- | ------------- | -------- | -------- | -------- | --------------------- | -------- |
| 1      | 6 fev. 2014   | 20 mar. 2014 | María Parrado   | Raúl Vidal          | Triana Gomez Sánchez | Sem quarto/a finalista | Malú             | Jesús Vázquez | David    | Rosario  | Malú     | Sem quarto/a mentor/a |          |
| 2      | 6 fev. 2015   | 20 mar. 2015 | José María Ruiz | Javier Erro         | Índigo Salvador      | Sem quarto/a finalista | Manuel Carrasco  | Jesús Vázquez | David    | Rosario  | Manuel   | Sem quarto/a mentor/a |          |
| 3      | 10 mar. 2017  | 5 maio 2017  | Rocío Aguilar   | Antonio Díez Lucena | Esperanza Garrido    | Sem quarto/a finalista | Antonio Orozco   | Jesús Vázquez | David    | Rosario  | Antonio  | Sem quarto/a mentor/a |          |
| 4      | 19 fev. 2018  | 14 maio 2018 | Melani García   | Flori Cutitaru      | Jeremai Cruz         | Sem quarto/a finalista | Melendi          | Jesús Vázquez | Melendi  | Rosario  | Antonio  | Sem quarto/a mentor/a |          |
| 5      | 16 set. 2019  | 27 dez. 2019 | Irene Gil       | Daniel García       | Sofía Esteban        | Aysha Bengoetxea       | David Bisbal     | Eva González  | David    | Rosario  | Vanesa   | Melendi               |          |
| 6      | 7 maio 2021   | 23 Jul 2021  | Levi Díaz       | Nazaret Moreno      | Lola Avilés          | Rocío Avilés           | Melendi          | Eva González  | David    | Rosario  | Vanesa   | Melendi               |          |
| 7      | 27 maio 2022  | 22 Jul 2022  | Pol Calvo       | Marina Oliván       | Antonio Cortés       | Triana Jiménez         | Pablo López      | Eva González  | David    | Aitana   | Yatra    | Pablo                 |          |
| 8      | 15 abril 2023 | 8 Jul 2023   | Rubén Franco    | Lucía Baizán        | Manuela de la Fuente | Amanda Sánchez         | Sebastián Yatra  | Eva González  | David    | Rosario  | Aitana   | Yatra                 |          |
| 9      | 13 abril 2024 | 13 Jul 2024  | Alira Moya      | Juan F. Morán       | Rafael Mateo         | Vera Lukash            | David Bisbal     | Eva González  | David    | Lola     | Rosario  | Melendi               |          |
| 10     | 3 maio 2023   | Jul 2025     | Temporada Atual | Temporada Atual     | Temporada Atual      | Temporada Atual        | Temporada Atual  | Eva González  | David    | Edurne   | Lola     | Turizo                |          |

### Linha de tempo dos mentores
| Mentores | Mentores        | Edições | Edições | Edições | Edições | Edições | Edições | Edições | Edições | Edições | Edições |
| Mentores | Mentores        | 1       | 2       | 3       | 4       | 5       | 6       | 7       | 8       | 9       | 10      |
| -------- | --------------- | ------- | ------- | ------- | ------- | ------- | ------- | ------- | ------- | ------- | ------- |
|          | David Bisbal    |         |         |         |         |         |         |         |         |         |         |
|          | Rosario Flores  |         |         |         |         |         |         |         |         |         |         |
|          | Malú            |         |         |         |         |         |         |         |         |         |         |
|          | Manuel Carrasco |         |         |         |         |         |         |         |         |         |         |
|          | Antonio Orozco  |         |         |         |         |         |         |         |         |         |         |
|          | Melendi         |         |         |         |         |         |         |         |         |         |         |
|          | Vanesa Martín   |         |         |         |         |         |         |         |         |         |         |
|          | Aitana          |         |         |         |         |         |         |         |         |         |         |
|          | Sebastián Yatra |         |         |         |         |         |         |         |         |         |         |
|          | Pablo López     |         |         |         |         |         |         |         |         |         |         |
|          | Lola Índigo     |         |         |         |         |         |         |         |         |         |         |
|          | Edurne          |         |         |         |         |         |         |         |         |         |         |
|          | Manuel Turizo   |         |         |         |         |         |         |         |         |         |         |

## La Voz Senior
Legenda
| Equipa Antonio Equipa David Equipa Paulina Equipa Pablo | Equipa Bustamente Equipa Pastora Equipa Rosana |

| Edição | Início       | Final        | La Voz          | 2.º Lugar   | Outros Finalistas | Outros Finalistas | Coach vencedor/a | Apresentação | Mentores   | Mentores | Mentores | Mentores |
| Edição | Início       | Final        | La Voz          | 2.º Lugar   | Outros Finalistas | Outros Finalistas | Coach vencedor/a | Apresentação | 1          | 2        | 3        | 4        |
| ------ | ------------ | ------------ | --------------- | ----------- | ----------------- | ----------------- | ---------------- | ------------ | ---------- | -------- | -------- | -------- |
| 1      | 8 maio 2019  | 26 jun. 2019 | Helena Bianco   | Juan Mena   | Ignacio Encinas   | Xavi Garriga      | Pablo López      | Eva González | David      | Paulina  | Pablo    | Antonio  |
| 2      | 10 dez. 2020 | 27 dez. 2020 | Naida Abanovich | Nico Fioole | Fernando Demon    | Mingo Fernández   | David Bustamante | Eva González | Bustamante | Pastora  | Rosana   | Antonio  |

### Linha de tempo dos mentores
|  | Antonio Orozco   |
|  | David Bisbal     |
|  | Pablo López      |
|  | Paulina Rubio    |
|  | David Bustamante |
|  | Pastora Soler    |
|  | Rosana Arbelo    |